# Вагонер, Портер
Портер Вагонер (англ. Porter Wagoner; 12 августа 1927 — 28 октября 2007) — американский певец в стиле кантри.
Музыкальный сайт AllMusic кратко характеризует Вагонера как «плодовитого артиста, легенду кантри и одного из ведущих мастеров прочувствованного сердечного монолога» и как человека, познакомившего мир с Долли Партон.
Сайт называет Вагонера одним из тех артистов, которые «часто опережали своё время, хотя всегда казались безнадёжно [от своих времён] отстающими». Благодаря активному использованию им телевидения и его ярким экстравагантным костюмам он является одной из самых узнаваемых личностей в музыке кантри. Шуточки, которые Вагонер отпускал со сцены, его белокурые волосы с причёской помпадур и наряды со стразами составляли его фирменный образ.
В 1950-е годы Вагонер начал попадать в первую десятку хит-парада Hot Country Songs с такими песнями, как «Company’s Comin’» (его девятый сингл, 1954 год), «A Satisfied Mind» (вышел весной 1955, продержался 4 недели на строчке № 4) и «Eat, Drink, and Be Merry (Tomorrow You’ll Cry)» (вышел в конце 1955 г., добрался до позиции № 3 в начале 1956-го). Кроме того, в 1957 году Вагонер стал участвовать в радиопередаче Grand Ole Opry. Тем не менее с конца 1950-х коммерческий успех его синглов пошёл на спад.
С 1961 года Вагонер вёл собственное популярное шоу на телевидении, которое в те времена для широкой публики во многом олицетворяло всю музыку кантри. В 1967 году он взял к себе неизвестную певицу по имени Долли Партон. Последняя в итоге прославилась, а карьера Вагонера получила новый толчок. С 1968 года они более-менее стабильно выпускали дуэтом кантри-хиты, пока их сотрудничество не прекратилось в 1975 году. Работая вместе, Вагонер и Партон получили CMA Awards как «Вокальная группа года» (1968), а в 1970 и 1971 годах — как «Вокальный дуэт года».
Как пишет AllMusic, Вагонера теперь осуждают за то, что он пытался удержать Партон от работы в жанре поп-музыки, но нужно понимать, что без него этот вопрос бы вообще не возник, поскольку Партон была до него никому не известна.
В 2002 году Портер Вагонер был включён в Зал славы кантри.

## Дискография
- См. статьи «Porter Wagoner discography» и «Porter Wagoner and Dolly Parton discography» в английском разделе.

## Премии и номинации
- См. «Porter Wagoner § Awards» в английском разделе.